# Ishmael Ashitey
Ishmael Ashitey (né le 20 novembre 1954 et mort le 7 janvier 2022) est un homme politique ghanéen qui est député du Nouveau Parti patriotique. Il est ministre régional du Grand Accra (en) au Ghana. Il est nommé par le président Nana Akufo-Addo en janvier 2017 et est approuvé par le Parlement du Ghana en février 2017.

## Jeunesse et éducation
Ashitey est né le 20 novembre 1954. Il fait ses études primaires à l'école mixte Manhean Middle à Tema. Il va ensuite à l'Institut technique de Kpando dans la région de la Volta, puis à l'École polytechnique d'Accra où il étudie le génie mécanique. Il obtient son diplôme d'ingénieur mécanique à la KNUST. Il fréquente l'Institut ghanéen de gestion et d'administration publique. De l'institut, il obtient un Executive Master en gouvernance et leadership.

## Carrière
Avant sa carrière politique, Ashitey est ingénieur en mécanique. Il travaille dans de nombreuses entreprises au Ghana et à l'étranger, telles que Accra Brewery Limited (en), Tema Steel Works, Tecnofin Nederlands et General Establishment for Plastics & Industries en Libye.

## Politique
Ashitey est député de la circonscription de Tema Est lors des 2e, 3e et 4e parlements de la 4e république du Ghana. Cette période s’étend du 7 janvier 1997 au 6 janvier 2009.  

### Élections de 1996
Ashitey sort vainqueur des élections générales ghanéennes de 1996 (en). En tant que membre du deuxième parlement de la quatrième république du Ghana, il prête serment le 7 janvier 1997. Il gagne avec 33 421 voix représentant 35,80 % du total des votes valides, battant ainsi ses adversaires ; Nii Adjei Larbie du Congrès national démocratique qui recueille 29 914 voix représentant 32,00 % du total des votes valides exprimés, Seth Laryea Tetteh de la Convention People's Part recueille 4 211 voix représentant 4,50 % et Frank Sontim-Bour Yendork de la Convention nationale populaire (en) recueille 1 803 voix représentant 1,90 % du total des votes exprimés.

### Élections de 2000
Ashitey est élu député de la circonscription de Tema Est au sein du 3e parlement de la 4e république lors des élections générales ghanéennes de 2000 (en). Il est élu sur la liste du Nouveau Parti Patriotique. Sa circonscription fait partie des six des 22 sièges parlementaires remportés par le Nouveau Parti patriotique lors de cette élection pour la région du Grand Accra,,. Le Congrès national démocratique remporte un total minoritaire de 92 sièges parlementaires sur 200 sièges au sein du 3e parlement de la 4e république du Ghana. Il est élu avec 35 044 voix sur un total de 63 034 votes valides exprimés. Cela équivaut à 56,2 % du total des votes valides exprimés. Il est élu devant Eben T. Anuwa-Armah du Congrès national démocratique, Frederick W. Asante Akuffo du Parti de la Convention populaire, William Kobb-Lumor du Parti de la réforme nationale, Erasmus Aruna Quao de la Convention nationale populaire et Mensah Steve du Mouvement uni du Ghana,. Ceux-ci ont obtenu respectivement 18 432, 5 028, 2 262, 1 198 et 402 voix sur le total des suffrages valablement exprimés. Ces pourcentages équivalaient respectivement à 29,6 %, 8,1 %, 3,6 %, 1,9 % et 0,6 % du total des votes valides exprimés,.

### Élections de 2004
Ashitey est élu député au [[:4e parlement de la 4e république du Ghana]] (en) lors des élections générales ghanéennes de 2004. (en). Il est élu avec 41 519 voix sur un total de 86 284 voix exprimées. Cela équivaut à 48,1 % du total des votes valides exprimés. Il est élu devant Emelia Kai Adjei du Congrès national démocratique, Charles Akwetey Fynn-Williams du Parti populaire de la Convention, et Albert Anawi Nuamah, Lord Koranteng Hamah et Ramseyer Agyeman Prempeh, tous candidats indépendants. Ceux-ci obtiennent respectivement 31,6 %, 1,7 %, 6,4 %, 2,0 % et 10,3 % du total des votes valides exprimés. Ashitey est élu sur la liste du Nouveau Parti patriotique. Sa circonscription fait partie des 17 circonscriptions remportées par le Nouveau Parti Patriotique dans la région du Grand Accra lors de cette élection. Au total, le Nouveau Parti Patriotique remporte un total de 128 sièges parlementaires au 4e parlement de la 4e république du Ghana.

## Vie privée
Ashitey est chrétien et presbytérien. Il a une femme et quatre enfants.
Il est décédé le 7 janvier 2022 à l'hôpital maritime international de Tema, à l'âge de 67 ans,,. Une autre source a également affirmé qu'il est décédé à l' hôpital général de Tema (en) à l'âge de 68 ans.